# Kevin Hagen
Kevin Hagen (* 3. April 1928 in Chicago, Illinois; † 9. Juli 2005 in Grants Pass, Oregon) war ein US-amerikanischer Schauspieler.

## Leben
Hagen wurde als Kind professioneller Tänzer geboren und von seiner Mutter, seiner Großmutter und einigen Tanten aufgezogen. Er diente als Soldat im Zweiten Weltkrieg und arbeitete eine Zeit lang in der US-Botschaft in Deutschland, bevor er sich im Alter von 27 Jahren entschloss Schauspieler zu werden.
Bei einer Theaterproduktion von Eugene O’Neills Gier unter Ulmen wurde er als Schauspieler für Film und Fernsehen entdeckt und erhielt eine erste Gastrolle in der Serie Dragnet. Daraufhin begann er regelmäßig für Fernsehen und Film zu arbeiten, wobei er vorrangig Nebenrollen spielte. Einen seiner bekanntesten Filmauftritte hatte er 1965 mit dem Western Der Mann vom großen Fluß (Shenandoah), in dem er einen Soldaten spielte, der den Sohn der von James Stewart gespielten Hauptfigur umbringt. Auch ansonsten spielte Hagen besonders häufig in Westernfilmen und -serien.
Besondere Popularität erreichte er neben Michael Landon in der langlebigen Fernsehserie Unsere kleine Farm (Little House on the Prairie) nach den Kinderbüchern von Laura Ingalls Wilder. Zehn Jahre lang verkörperte er in der Serie sowie in drei später gedrehten Fernsehspecials den warmherzigen Doc Hiram Baker. Daneben spielte er Gastrollen in zahlreichen Fernsehserien wie Rauchende Colts, Solo für O.N.K.E.L., Bonanza, M*A*S*H, Quincy und Perry Mason. Sein filmisches Schaffen umfasst rund 130 Film- und Fernsehproduktionen zwischen 1957 und seinem Ruhestand im Jahr 1990.
Kevin Hagen war in den 1960er Jahren mit Susanne Cramer bis zu deren Tod 1969 verheiratet. 2004 erkrankte er an Speiseröhrenkrebs, dem er ein Jahr später erlag. Er hinterließ seine Witwe Jan Hagen, mit der er in vierter Ehe verheiratet war, sowie seinen Sohn Kristopher.

## Filmografie (Auswahl)
- 1957: Suspicion (Fernsehserie, Folge 1x03)
- 1957: Dezernat M (M Squad, Fernsehserie, Folge 1x05)
- 1957–1965: Wagon Train (Fernsehserie, 4 Folgen)
- 1958: Das Herz eines Indianers (The Light in the Forest)
- 1958: Jonny schießt nur links (Gunsmoke in Tucson)
- 1958–1959: Yancy Derringer (Fernsehserie, 29 Folgen)
- 1958–1962: Have Gun – Will Travel (Fernsehserie, 5 Folgen)
- 1958–1965: Perry Mason (Fernsehserie, 3 Folgen)
- 1958–1968: Rauchende Colts (Gunsmoke, Fernsehserie, 7 Folgen)
- 1959: Mit Blut geschrieben (Pork Chop Hill)
- 1959–1963: Am Fuß der blauen Berge (Laramie, Fernsehserie, 5 Folgen)
- 1960: Sugarfoot (Fernsehserie, Folge 3x13)
- 1960: Der zweite Mann (The Deputy, Fernsehserie, Folge 1x26)
- 1960, 1961: Westlich von Santa Fé (The Rifleman, Fernsehserie, 2 Folgen)
- 1960, 1964: Twilight Zone (The Twilight Zone, Fernsehserie, 2 Folgen)
- 1961: Cheyenne (Fernsehserie, Folge 6x09)
- 1961, 1962: Die Unbestechlichen (The Untouchables, Fernsehserie, 2 Folgen)
- 1961–1967: Bonanza (Fernsehserie, 5 Folgen)
- 1962: Tausend Meilen Staub (Rawhide, Fernsehserie, Folge 4x13 Die Volkszählung)
- 1962: Maverick (Fernsehserie, Folge 5x13)
- 1962: Lawman (Fernsehserie, 2 Folgen)
- 1962: 77 Sunset Strip (Fernsehserie, Folge 5x03)
- 1963: The Dakotas (Fernsehserie, Folge 1x02)
- 1963: The Man from Galveston
- 1963–1969: Die Leute von der Shiloh Ranch (The Virginian, Fernsehserie, 3 Folgen)
- 1964: Rio Conchos
- 1965: Der Mann vom großen Fluß (Shenandoah)
- 1965: Geächtet (Branded, Fernsehserie, Folge 2x03)
- 1965–1967: Solo für O.N.C.E.L. (The Man from U.N.C.L.E., Fernsehserie, 3 Folgen)
- 1965–1969: Big Valley (The Big Valley, Fernsehserie, 6 Folgen)
- 1965–1969: Daniel Boone (Fernsehserie, 3 Folgen)
- 1966: Verschollen zwischen fremden Welten (Lost in Space, Fernsehserie, Folge 1x24)
- 1966–1967: Time Tunnel (The Time Tunnel, Fernsehserie, 4 Folgen)
- 1966, 1968: Die Seaview (Voyage to the Bottom of the Sea, Fernsehserie, 2 Folgen)
- 1967: Ritt zum Galgenbaum (The Ride to Hangman’s Tree)
- 1967: Duell der Gringos (The Last Challenge)
- 1967: High Chaparral (The High Chaparral, Fernsehserie, Folge 1x07)
- 1967: Der Marshall von Cimarron (Cimarron Strip, Fernsehserie, Folge 1x21)
- 1967, 1972: Der Chef (Ironside, Fernsehserie, 2 Folgen)
- 1968: Verrückter wilder Westen (The Wild Wild West, Fernsehserie, Folge 3x22)
- 1968: Lancer (Fernsehserie, Folge 1x07)
- 1968–1971: Kobra, übernehmen Sie (Mission: Impossible, Fernsehserie, 3 Folgen)
- 1968–1972: Mannix (Fernsehserie, 4 Folgen)
- 1969: Die Spur des Jim Sonnett (The Guns of Will Sonnett, Fernsehserie, Folge 2x21)
- 1969: Lassie (Fernsehserie, Folge 15x23 Der Tiger)
- 1969: Hass (The Learning Tree)
- 1969–1970: Planet der Giganten (Land of the Giants, Fernsehserie, 9 Folgen)
- 1970, 1972: The Bold Ones: The New Doctors (Fernsehserie, 2 Folgen)
- 1973: Irrsinn der Gewalt (Camper John)
- 1974: The New Perry Mason (Fernsehserie, Folge 1x15)
- 1974: Abenteuer der Landstraße (Movin' On, Fernsehserie, Folge 1x02)
- 1974: Harry O (Fernsehserie, Folge 1x12)
- 1974–1983: Unsere kleine Farm (Little House on the Prairie, Fernsehserie, 112 Folgen)
- 1975: Bronk (Fernsehserie, Folge 1x11)
- 1976: Make-up und Pistolen (Police Woman, Fernsehserie, Folge 2x20)
- 1976, 1978: M*A*S*H (Fernsehserie, 2 Folgen)
- 1978: Quincy (Quincy, M.E., Fernsehserie, Folge 4x09)
- 1980: Macht der Mächtigen (Power, Fernsehfilm)
- 1980: Jeder Kopf hat seinen Preis (The Hunter)
- 1980: Geliebtes Land (Beulah Land, Miniserie, Folge 1x03)
- 1981: Ein Duke kommt selten allein (The Dukes of Hazzard, Fernsehserie, Folge 3x17)
- 1981: Fantasy Island (Fernsehserie, Folge 4x23)
- 1982: Unter der Sonne Kaliforniens (Knots Landing, Fernsehserie, Folge 3x10)
- 1982: Ein Colt für alle Fälle (The Fall Guy, Fernsehserie, Folge 2x04)
- 1983: Simon & Simon (Fernsehserie, 2 Folgen)
- 1983: Unsere kleine Farm – Alberts Wille (Little House: Look Back to Yesterday, Fernsehfilm)
- 1984: Unsere kleine Farm – Das Ende von Walnut Grove (The Last Farewell, Fernsehfilm)
- 1984: Unsere kleine Farm – Wo ist Rose? (Little House: Bless All the Dear Children, Fernsehfilm)
- 1986: Power – Der Weg zum Ruhm (Power)
- 1986: General Hospital (Fernsehserie, 7 Folgen)
- 1987: Matlock (Fernsehserie, Folge 1x20)
- 1988: Bonanza: The Next Generation (Fernsehfilm)
- 1990: The Ambulance